# August von Mackensen
Anton Ludwig August von Mackensen (Haus Leipnitz, 6. prosinca 1849. – Burghorn, 8. studenog 1945.), bio je njemački feldmaršal koji je tijekom Prvog svjetskog rata zapovijedao njemačkim vojskama na istočnom i srpskom frontu. August von Mackensen bio je jedan od naistaknutijih i najsposobnijih njemačkih zapovjednika tijekom Prvog svjetskog rata.

## Vojna karijera
Mackensen je rođen u Hausu Leipnitzu u pruskoj pokrajini Saskoj. Njegov otac ga je poslao na školovanje u Halle, sa željom da Mackensen u pogledu izabranog zanata nastavi njegovim putem. Mackensen je međutim u listopadu 1869. prekinuo studij, te se kao dobrovoljac prijavio u 2. husarski puk u kojem je služio tijekom Francusko-pruskog rata 1870. – 71. godine. Nakon rata vratio se kako bi nastavio studiranje u Halleu, prije nego što se 1873. godine ponovno pridružio puku. Godine 1880. imenovan je u glavni stožer, iako nije imao formalno vojno obrazovanje. Od 1891. do 1893. služio je kao pobočnik grofu Alfredu von Schlieffenu, tada načelniku glavnog stožera. Nakon službovanja u glavnom stožeru zapovijedao je prestižnim 1. gardijskim husarskim pukom čiju uniformu je tijekom života često nosio. Kao časnik takvog prestižnog puka zapeo je za oko i caru Vilimu II. kojemu je 1898. postao pobočnik, te ga pratio na putu u Palestinu. Plemićem je postao 27. siječnja 1899. godine postavši tako August von Mackensen. Od 1901. do 1903. godine zapovijedao je prestižnom Husarskom brigadom (Leib-Husaren-Brigade), a nakon toga od 1903. do 1908. godine zapovijedao je 36. divizijom u Danzigu. Kada se načelnik von Schlieffen umirovio Mackensena se razmatralo kao njegovog mogućeg nasljednika, međutim, načelnik glavnog stožera je postao Helmuth von Moltke mlađi. Godine 1908. Mackensen je preuzeo zapovijedanje XVII. korpusom na čijem čelu je dočekao i početak Prvog svjetskog rata.

## Istočno bojište
Na početku Prvog svjetskog rata Mackensen je zapovijedao XVII. korpusom koji je bio u sastavu 8. armije kojom je zapovijedao Maximilian von Prittwitz, a nakon njega Paul von Hindenburg, te je sudjelovao u bitkama kod Gumbinnena i Tannenberga. Dana 2. studenog 1914. godine Mackensen je preuzeo zapovjedništvo njemačke 9. armije od generala von Hindenburga koji je bio imenovan Vrhovnim zapovjednikom Istoka (Oberbefehlshaber Ost). Kako je od ruske vojske prijetila opasnost Šleziji, njemačko zapovjedništvo je odlučilo napasti desno krilo 2. ruske armije koja je napredovala kroz Poljsku. Mackensenov napad počeo je 10. studenog 1914. godine, te je iznenadio rusku 2. armiju kojoj je zaprijetilo da bude odsječena. Ipak, ruska armija je uspjela izbjeći okruženje, te se povukla na položaje oko Varšave. Dana 27. studenog 1914. godine Mackensenu je dodijeljen orden Pour le Mérite, najviši pruski vojni orden za sudjelovanje u operacijama oko Varšave i Lodza. Devetom armijom zapovijedao je do travnja 1915. godine kada je preuzeo zapovijedanje 11. armijom i Armijskom grupom Kijev (Heeresgruppe Kiew) kojima je sudjelovao u borbama u Galiciji, kao i zauzimanju Przemyśla i Lemberga. Feldmaršalom je postao 22. lipnja 1915. godine. Nakon navedenih borbi primio je Orden crnog orla, najviši pruski viteški orden, a primio i razna odlikovanja i od njemačkih saveznika.
Mackensenovi veliki uspjesi na istočnom frontu dali su mu velik ugled među vojnim zapovjednicima. Kada je načelnik njemačkog glavnog stožera general Falkenhayn tražio nekoga tko će zapovijedati novim pohodom na Srbiju, Mackensen je bio očiti izbor. Mackensen je 16. rujna 1915. imenovan zapovjednikom Grupe Armija Mackensen koja se sastojala od njemačke 9. armije, austrougarske 3. armije, te bugarske 1. armije.

## Napad na Srbiju
Krajem 1915. novoformiranom Grupom armija Mackensen (Heeresgruppe Mackensen) Mackensen je počeo ofenzivu na Srbiju. Navedena ofenziva skršila je srpski otpor, ali nije uspjela uništiti srpsku vojsku, koja se, iako prepolovljena, uspjela povući u Albaniju, te se nakon obnove i ponovnog naoružavanja učinjenog od strane Francuza, nastavila boriti na Makedonskom kasnije Solunskom frontu. Tijekom borbi za Beograd, trupe Centralnih sila naišle su na žestok otpor. Meckensen je odmah po osvajanju Beograda naredio je da se svi srpski brantelji pokopaju. U njihovu čast, podigao je spomenik nad grobnicom na Topčideru gdje su pokopani. O srpskim vojnicima je jednom prilikom rekao: "Borili smo se protiv vojnika iz bajke".

## Rumunjska kampanja
Napad na Rumunjsku koja je uslijedio nakon srpske kampanje bio je još jedan Mackensenov uspjeh. Ohrabrena uspjehom Brusilovljeve ofenzive i savezničkim obećanjima o teritorijalnim dobitcima, Rumunjska je u kolovozu 1916. navijestila rat Njemačkoj i Austro-Ugarskoj. Mackensenu je dano zapovjedništvo mješovite armije sastavljene od njemačkih, austrougarskih, bugarskih i turskih jedinica koja je napala Rumunjsku s juga. Pritom je zapovjedništvo invazije bilo podijeljeno. Dok je Mackensen zapovijedao snagama koje su napadale iz Bugarske, general Falkenhayn, bivši načelnik njemačkog glavnog stožera, je zapovijedao njemačkom 9. armijom koja je Rumunjsku napala sa zapada. Mackensenove snage osvojile su Bukurešt 6. prosinca 1916. nakon što su porazile rumunjske snage koje su bile i do tri puta brojnije. Rumunjske snage su bile prisiljene povući se do ruske granice gdje su ostale do kraja rata. Mackensen je imenovan zapovjednikom njemačkih okupacijskih snaga u Rumunjskoj. Na 9. siječnja 1917. godine Mackensen je odlikovan Velikim željeznim križom postavši tako samo jedan od petorice primatelja navedenog odlikovanja tijekom Prvog svjetskog rata.
Posljednja Mackensenova kampanja bio je pokušaj da se uništi rumunjska vojska koja se reorganizirala poslije ofenzive Kerenskog, te da se okupira preostali sjeveroistočni dio Rumunjske. Navedeni pokušaj je međutim, propao u Bitci kod Marasestija u kojoj su obje strane pretrpjele velike gubitke.
Kako se približavao njemački poraz Mackensen je počeo povlačiti svoje trupe iz Rumunjske. Na kraju rata, Mackensen je zarobljen od snaga Franchet d'Espèreya u Mađarskoj, te kao vojni zarobljenik boravi u Futoggu do studenog 1919. godine.

## Poslije rata
Početkom 1920. godine Mackensen se umirovio. Iako protivnik republikanskog uređenja, Mackensen je izbjegavao javna pojavljivanja. To se promijenilo oko 1924. godine kada je koristeći imidž ratnog heroja, počeo podržavati konzervativne monarhističke grupe, te biti aktivan u promilitarnim konzervativnim organizacijama.
Tijekom njemačkih izbora 1932. godine Mackensen je podržavao Hindenburga, a ne Hitlera. Međutim, kako je Hitler učvršćivao svoju vlast Mackensen je postao vidljivi, iako samo simbolični, podržavatelj nacističkog režima. Iako se pojavljivao u crnoj uniformi tijekom nekih javnih događanja koja je organizirala nacistička stranka, Mackensen se protivio ubojstvima njemačkih generala Ferdinanda von Bredowa i Kurta von Schleichera tijekom "Noći dugih noževa" kao i njemačkim zločinima tijekom invazije na Poljsku. Početkom 1940-tih Hitler i Göebbels su počeli sumnjati u Mackensenovu lojalnost, ali nisu ništa učinili, dok je Mackensen ostao uvjereni monarhist, te se u svojoj husarskoj uniformi pojavio 1941. godine na sprovodu cara Vilima II.
Mackensen je umro 8. studenog 1945. godine u 95. godini. Bio je oženjen Dorotheom Mackensen, te je bio otac petero djece. Sin Eberhard von Mackensen bio je istaknuti njemački vojni zapovjednik tijekom drugog svjetskog rata tijekom kojeg je zapovijedao, između ostalog, 1. oklopnom armijom i 14. armijom.

## Ocjena
Mackensen je bio jedan od najsposobnijih njemačkih zapovjednika tijekom Prvog svjetskog rata. Neki su ga optuživali da je zapovjedništva dobivao, ne zbog svojih sposobnosti, već zbog veza s carskim dvorom. Međutim, njegovi uspjesi na Istočnom frontu ne daju za pravo navedenim mišljenjima. Mackensen je nedvojbeno bio vrlo sposoban general koji je znao iskoristiti proboje koji su prouzrokovali njegovi napadi. On se nikada nije borio protiv Britanaca ili Francuza na Zapadnom frontu, ali se može reći da je tijekom Prvog svjetskog rata pobijedio gotovo svaku armiju s kojom se susreo.

## Vanjske poveznice
- (engl.) Životopis feldmaršala Augusta von Mackensena na First World War.com
- (engl.) Životopis Augusta von Mackensena na Historyofwar.com

Ostali projekti
|  | Zajednički poslužitelj ima još gradiva o temi August von Mackensen |

| Prethodnik:         | Zapovjednik 9. armije (2. studenog 1914. − 16. travnja 1915.) | Nasljednik:      |
| Paul von Hindenburg | Zapovjednik 9. armije (2. studenog 1914. − 16. travnja 1915.) | Leopold Bavarski |

| Prethodnik:    | Zapovjednik 11. armije (16. travnja 1915. − 9. rujna 1915.) | Nasljednik:      |
| Max von Fabeck | Zapovjednik 11. armije (16. travnja 1915. − 9. rujna 1915.) | Max von Gallwitz |